# Darío Verón
Pour les articles homonymes, voir Véron.
Darío Anastacio Verón Maldonado est un footballeur paraguayen, né le 26 juillet 1979 à San Ignacio (Misiones). Il évolue au poste défenseur à l'UNAM (Club Universidad Nacional) de Mexico et dans l'équipe nationale du Paraguay.
Il est également de nationalité mexicaine.

## Palmarès
- Champion du Paraguay en 2002 (clôture) avec 12 de Octubre FC.
- Champion du Chili en 2003 (ouverture) avec CD Cobreloa.
- Champion du Mexique en 2004 (ouverture), 2004 (clôture), 2009 (clôture) et 2011 (clôture) avec UNAM.
- Vainqueur de la Supercoupe du Mexique en 2005 avec UNAM.
- Finaliste de la Copa América 2011 avec le Paraguay.